# David di Donatello 2013
La cerimonia di premiazione della 58ª edizione dei David di Donatello ha avuto luogo il 14 giugno 2013. Condotta da Lillo & Greg, la cerimonia si è svolta al Teatro 5 della Dear di Roma ed è stata trasmessa in televisione su Rai 1 e su Rai HD.
Le candidature sono state annunciate il 10 maggio. I film con il maggior numero di nomination (tredici) sono stati La migliore offerta di Giuseppe Tornatore (che si è aggiudicato 6 statuette) e Diaz - Don't Clean Up This Blood di Daniele Vicari (vincitore di 4 statuette) Da segnalare anche il doppio premio assegnato a Valerio Mastandrea, sia come "migliore attore protagonista" che come "migliore attore non protagonista".

## Vincitori e candidati
Vengono di seguito indicati in grassetto i vincitori. A seguire gli altri candidati.
Miglior film
- La migliore offerta, regia di Giuseppe Tornatore
- Diaz - Don't Clean Up This Blood, regia di Daniele Vicari
- Educazione siberiana, regia di Gabriele Salvatores
- Io e te, regia di Bernardo Bertolucci
- Viva la libertà, regia di Roberto Andò

Miglior regista
- Giuseppe Tornatore - La migliore offerta
- Bernardo Bertolucci - Io e te
- Matteo Garrone - Reality
- Gabriele Salvatores - Educazione siberiana
- Daniele Vicari - Diaz - Don't Clean Up This Blood

Miglior regista esordiente
- Leonardo Di Costanzo - L'intervallo
- Giorgia Farina - Amiche da morire
- Alessandro Gassmann - Razzabastarda
- Luigi Lo Cascio - La città ideale
- Laura Morante - Ciliegine

Migliore sceneggiatura
- Roberto Andò e Angelo Pasquini - Viva la libertà
- Niccolò Ammaniti, Umberto Contarello, Francesca Marciano e Bernardo Bertolucci - Io e te
- Giuseppe Tornatore - La migliore offerta
- Maurizio Braucci, Ugo Chiti, Matteo Garrone e Massimo Gaudioso - Reality
- Ivan Cotroneo, Francesca Marciano e Maria Sole Tognazzi - Viaggio sola

Migliore produttore
- Domenico Procacci - Diaz - Don't Clean Up This Blood
- Fabrizio Mosca - Alì ha gli occhi azzurri
- Riccardo Tozzi, Giovanni Stabilini e Marco Chimenz - Educazione siberiana
- Isabella Cocuzza e Arturo Paglia - La migliore offerta
- Angelo Barbagallo - Viva la libertà

Migliore attrice protagonista
- Margherita Buy - Viaggio sola
- Valeria Bruni Tedeschi - Viva la libertà
- Thony - Tutti i santi giorni
- Tea Falco - Io e te
- Jasmine Trinca - Un giorno devi andare

Migliore attore protagonista
- Valerio Mastandrea - Gli equilibristi
- Aniello Arena - Reality
- Sergio Castellitto - Una famiglia perfetta
- Roberto Herlitzka - Il rosso e il blu
- Luca Marinelli - Tutti i santi giorni
- Toni Servillo - Viva la libertà

Migliore attrice non protagonista
- Maya Sansa - Bella addormentata
- Ambra Angiolini - Viva l'Italia
- Anna Bonaiuto - Viva la libertà
- Rosabell Laurenti Sellers - Gli equilibristi
- Francesca Neri - Una famiglia perfetta
- Fabrizia Sacchi - Viaggio sola

Migliore attore non protagonista
- Valerio Mastandrea - Viva la libertà
- Stefano Accorsi - Viaggio sola
- Giuseppe Battiston - Il comandante e la cicogna
- Marco Giallini - Buongiorno papà
- Claudio Santamaria - Diaz - Don't Clean Up This Blood

Migliore direttore della fotografia
- Marco Onorato - Reality
- Fabio Cianchetti - Io e te
- Gherardo Gossi - Diaz - Don't Clean Up This Blood
- Italo Petriccione - Educazione siberiana
- Fabio Zamarion - La migliore offerta

Migliore musicista
- Ennio Morricone - La migliore offerta
- Alexandre Desplat - Reality
- Mauro Pagani - Educazione siberiana
- Franco Piersanti - Io e te
- Teho Teardo - Diaz - Don't Clean Up This Blood

Migliore canzone originale
- Tutti i santi giorni di Simone Lenzi, Antonio Bardi, Giulio Pomponi, Valerio Griselli, Matteo Pastorelli e Daniele Catalucci, interpretata da Virginiana Miller - Tutti i santi giorni
- Fare a meno di te di Gianluca Misiti (musica) e Laura Marafioti (musica e testi), interpretata da La Elle - Buongiorno papà
- Novij den di Mauro Pagani, interpretata da Dariana Koumanova - Educazione siberiana
- La vita possibile di Pivio e Aldo De Scalzi (musica) e Francesco Renga (testi e interpretazione) - Razzabastarda
- Twice Born di Arturo Annecchino, interpretata da Angelica Ponti - Venuto al mondo

Migliore scenografo
- Maurizio Sabatini e Raffaella Giovannetti - La migliore offerta
- Paolo Bonfini - Reality
- Marco Dentici - È stato il figlio
- Marta Maffucci - Diaz - Don't Clean Up This Blood
- Rita Rabassini - Educazione siberiana

Migliore costumista
- Maurizio Millenotti - La migliore offerta
- Patrizia Chericoni - Educazione siberiana
- Grazia Colombini - È stato il figlio
- Alessandro Lai - Appartamento ad Atene
- Roberta Vecchi e Francesca Vecchi - Diaz - Don't Clean Up This Blood

n.b. Maurizio Millenotti sarebbe stato nella cinquina anche per Reality, ma il regolamento prevede una sola candidatura.
Migliore truccatore
- Dalia Colli - Reality
- Enrico Iacoponi - Viva la libertà
- Enrico Iacoponi e Maurizio Nardi - Educazione siberiana
- Mario Michisanti - Diaz - Don't Clean Up This Blood
- Luigi Rocchetti - La migliore offerta

Migliore acconciatore
- Daniela Tartari - Reality
- Carlo Barucci e Marco Perna - Viva la libertà
- Stefano Ceccarelli - La migliore offerta
- Giorgio Gregorini - Diaz - Don't Clean Up This Blood
- Francesco Pegoretti - Educazione siberiana

Migliore montatore
- Benni Atria - Diaz - Don't Clean Up This Blood
- Clelio Benevento - Viva la libertà
- Walter Fasano - Viaggio sola
- Massimo Quaglia - La migliore offerta
- Marco Spoletini - Reality

Migliore fonico di presa diretta
- Remo Ugolinelli e Alessandro Palmerini - Diaz - Don't Clean Up This Blood
- Gaetano Carito - Bella addormentata
- Fulgenzio Ceccon - Viva la libertà
- Maricetta Lombardo - Reality
- Gilberto Martinelli - La migliore offerta

n.b. Remo Ugolinelli e Alessandro Palmerini sarebbero stati nella cinquina anche per Io e te, ma il regolamento prevede una sola candidatura.
Migliori effetti speciali visivi
- Mario Zanot (Storyteller) - Diaz - Don't Clean Up This Blood
- Andrea Marotti - Dracula 3D
- Paola Trisoglio e Stefano Marinoni (Visualogie) - Educazione siberiana
- Bruno Albi Marini (Wonderlab) - Reality
- Gianluca Dentici (Reset VFX) - Viva la libertà

n.b. Mario Zanot sarebbe stato nella cinquina anche per La migliore offerta, ma il regolamento prevede una sola candidatura.
Miglior documentario di lungometraggio
- Anija (La nave), regia di Roland Sejko
- Bad Weather, regia di Giovanni Giommi
- Fratelli & sorelle – Storie di carcere, regia di Barbara Cupisti
- Nadea e Sveta, regia di Maura Delpero
- Pezzi, regia di Luca Ferrari

Miglior cortometraggio
- L'esecuzione, regia di Enrico Iannaccone
- Ammore, regia di Paolo Sassanelli
- Cargo, regia di Carlo Sironi
- Preti, regia di Astutillo Smeriglia
- Settanta, regia di Pippo Mezzapesa

Miglior film dell'Unione Europea
- Amour, regia di Michael Haneke
- Skyfall, regia di Sam Mendes
- Anna Karenina, regia di Joe Wright
- Quartet, regia di Dustin Hoffman
- Un sapore di ruggine e ossa (De rouille et d'os), regia di Jacques Audiard

Miglior film straniero
- Django Unchained, regia di Quentin Tarantino
- Argo, regia di Ben Affleck
- Il lato positivo - Silver Linings Playbook (Silver Linings Playbook), regia di David O. Russell
- Lincoln, regia di Steven Spielberg
- Vita di Pi (Life of Pi), regia di Ang Lee

Premio David giovani
- La migliore offerta, regia di Giuseppe Tornatore
- Il principe abusivo, regia di Alessandro Siani
- Una famiglia perfetta, regia di Paolo Genovese
- Venuto al mondo, regia di Sergio Castellitto
- Viva l'Italia, regia di Massimiliano Bruno

David speciale
- Vincenzo Cerami, alla carriera